# Mašťov
Mašťov (en allemand : Maschau) est une ville du district de Chomutov, dans la région d'Ústí nad Labem, en Tchéquie. Sa population s'élevait à 564 habitants en 2021.

## Géographie
Mašťov se trouve à 25 km au sud-ouest de Chomutov, à 71 km au sud-ouest d'Ústí nad Labem et à 86 km au nord-ouest de Prague.
La commune est limitée par Radonice au nord-ouest et au nord, par Veliká Ves, Krásný Dvůr et Nepomyšl à l'est, par Podbořanský Rohozec au sud et par le terrain militaire de Hradiště et Klášterec nad Ohří à l'ouest.

## Histoire
La première mention écrite du village remonte à 1196. Le 23 octobre 2007, la commune a retrouvé le statut de ville.

## Administration
L'administration se compose de trois quartiers :
- Dobřenec
- Konice
- Mašťov

## Transports
Par la route, Mašťov se trouve à 17 km de Kadaň, à 38 km de Chomutov, à 89 km d'Ústí nad Labem et à 97 km de Prague.